# María Adela Pellegrino
María Adela Pellegrino es una historiadora, profesora e investigadora uruguaya.

## Biografía
Pellegrino es licenciada en Ciencias Históricas opción Investigación por la Facultad de Humanidades y Ciencias de la Educación de la Universidad de la República. Tiene un máster y doctorado, ambos títulos conferidos por la Escuela de Estudios Superiores en Ciencias Sociales en Francia. Ha sido integrante de la CSIC en representación del Área Social, y de la Comisión Central de Dedicación Total de la Universidad de la República. Actualmente es docente en las facultades de Arquitectura, de Humanidades y Ciencias de la Educación, y de Ciencias Sociales.

## Premios
Galardonada con los premios Bartolomé Hidalgo en 1996, Mujeres en ciencia en 2010, Ministerio de Cultura, Premio Morosoli en 2011.